# 川尻喜章
川尻 喜章（かわじり よしあき）は日本の化学工学者。名古屋大学教授。学位はカーネギーメロン大学 博士（工学）。

## 略歴[2]
- 1997年　関西大学工学部化学工学科 卒業
- 1999年　関西大学大学院工学研究科 修士課程 修了
- 1999-2003年 オルガノ株式会社総合研究所
- 2003-2007年 カーネギーメロン大学大学院工学研究科 博士課程 修了
- 2007-2008年 ドイツ マックス・プランク研究所 博士研究員
- 2008-2015年 ジョージア工科大学 助教
- 2015-2017年 ジョージア工科大学 准教授
- 2017年 名古屋大学大学院工学研究科 教授

## 所属学会
- International Adsorption Society (国際吸着学会)
- American Institute of Chemical Engineers (AIChE)
- 化学工学会
- 日本吸着学会

## 書籍等
- Ullman's Encyclopedia of Industrial Chemistry[3] 2012年 Wiley-VCH Verlag GmbH出版